# World Cup 1990 (Tischtennis)
| 1989 ← World Cup → 1991 | 1989 ← World Cup → 1991               |
| ----------------------- | ------------------------------------- |
|                         | Männer                                |
| Datum                   | 11.11.–14.11.                         |
| Ort                     | Chiba                                 |
| Auflage                 | 11                                    |
| Sieger                  | Jan-Ove Waldner Ma Wenge Chen Longcan |

Der Tischtennis-World Cup 1990 fand in seiner 11. Austragung vom 11. bis 14. November im japanischen Chiba statt. Es gab nur einen Wettbewerb für Männer. Gold ging an Jan-Ove Waldner aus Schweden.

## Modus
An dem Wettbewerb nahmen 16 Sportler teil, die auf vier Gruppen mit je vier Sportlern aufgeteilt wurden. Die Gruppenersten und -zweiten rückten in die im K.o.-Modus ausgetragene Hauptrunde vor. Die Halbfinal-Verlierer trugen ein Spiel um Platz 3 aus, die übrigen Plätze wurden erstmals nicht ausgespielt. Gespielt wurde mit zwei Gewinnsätzen, in der Hauptrunde mit drei Gewinnsätzen.

## Teilnehmer
| Platz | Name                 | TN |
| ----- | -------------------- | -- |
| 1     | Jan-Ove Waldner      | 7  |
| 2     | Ma Wenge             | 2  |
| 3     | Chen Longcan         | 4  |
| 4     | Mikael Appelgren     | 6  |
| 5     | Andrzej Grubba       | 8  |
| 5     | Jean-Michel Saive    | 2  |
| 5     | Kōji Matsushita      | 1  |
| 5     | Kiyoshi Saito        | 5  |
| 9     | Jean-Philippe Gatien | 1  |
| 9     | Cláudio Kano         | 4  |
| 9     | Li Gun-sang          | 1  |
| 9     | Yoo Nam-kyu          | 3  |
| 13    | Peter Jackson        | 1  |
| 13    | Kim Song-hui         | 1  |
| 13    | Adel Massaad         | 1  |
| 13    | Gideon Joe Ng        | 2  |

## Gruppenphase

### Gruppe 1
|                   | Ergebnis |                   |
| ----------------- | -------- | ----------------- |
| Jan-Ove Waldner   | 1:2      | Jean-Michel Saive |
| Jan-Ove Waldner   | 2:0      | Li Gun-sang       |
| Jan-Ove Waldner   | 2:1      | Adel Massaad      |
| Jean-Michel Saive | 1:2      | Li Gun-sang       |
| Jean-Michel Saive | 2:0      | Adel Massaad      |
| Li Gun-sang       | 2:0      | Adel Massaad      |

| Platz | Spieler           | Spiele | Sätze | Punkte |
| ----- | ----------------- | ------ | ----- | ------ |
| 1     | Jan-Ove Waldner   | 3      | 5:3   | 5      |
| 2     | Jean-Michel Saive | 3      | 5:3   | 5      |
| 3     | Li Gun-sang       | 3      | 4:3   | 5      |
| 4     | Adel Massaad      | 3      | 1:6   | 3      |

### Gruppe 2
|               | Ergebnis |               |
| ------------- | -------- | ------------- |
| Chen Longcan  | 2:0      | Kiyoshi Saito |
| Chen Longcan  | 2:0      | Yoo Nam-kyu   |
| Chen Longcan  | 2:1      | Peter Jackson |
| Kiyoshi Saito | 2:0      | Yoo Nam-kyu   |
| Kiyoshi Saito | 2:1      | Peter Jackson |
| Yoo Nam-kyu   | 2:1      | Peter Jackson |

| Platz | Spieler       | Spiele | Sätze | Punkte |
| ----- | ------------- | ------ | ----- | ------ |
| 1     | Chen Longcan  | 3      | 6:1   | 6      |
| 2     | Kiyoshi Saito | 3      | 4:3   | 5      |
| 3     | Yoo Nam-kyu   | 3      | 2:5   | 4      |
| 4     | Peter Jackson | 3      | 3:6   | 3      |

### Gruppe 3
|                | Ergebnis |                |
| -------------- | -------- | -------------- |
| Ma Wenge       | 2:1      | Andrzej Grubba |
| Ma Wenge       | 2:0      | Cláudio Kano   |
| Ma Wenge       | 2:1      | Kim Song-hui   |
| Andrzej Grubba | 2:1      | Cláudio Kano   |
| Andrzej Grubba | 2:1      | Kim Song-hui   |
| Cláudio Kano   | 2:0      | Kim Song-hui   |

| Platz | Spieler        | Spiele | Sätze | Punkte |
| ----- | -------------- | ------ | ----- | ------ |
| 1     | Ma Wenge       | 3      | 6:2   | 6      |
| 2     | Andrzej Grubba | 3      | 5:4   | 5      |
| 3     | Cláudio Kano   | 3      | 3:4   | 4      |
| 4     | Kim Song-hui   | 3      | 2:6   | 3      |

### Gruppe 4
|                      | Ergebnis |                      |
| -------------------- | -------- | -------------------- |
| Mikael Appelgren     | 2:0      | Kōji Matsushita      |
| Mikael Appelgren     | 2:1      | Jean-Philippe Gatien |
| Mikael Appelgren     | 2:1      | Gideon Joe Ng        |
| Kōji Matsushita      | 2:0      | Jean-Philippe Gatien |
| Kōji Matsushita      | 2:0      | Gideon Joe Ng        |
| Jean-Philippe Gatien | 2:0      | Gideon Joe Ng        |

| Platz | Spieler              | Spiele | Sätze | Punkte |
| ----- | -------------------- | ------ | ----- | ------ |
| 1     | Mikael Appelgren     | 3      | 6:2   | 6      |
| 2     | Kōji Matsushita      | 3      | 4:2   | 5      |
| 3     | Jean-Philippe Gatien | 3      | 3:4   | 4      |
| 4     | Gideon Joe Ng        | 3      | 1:6   | 3      |

## Hauptrunde
|  | Viertelfinale     | Viertelfinale    |                 |                  | Halbfinale       | Halbfinale |  |  | Finale | Finale |
|  |                   |                  |                 |                  |                  |            |  |  |        |        |
|  |                   |                  |                 |                  |                  |            |  |  |        |        |
|  | Jan-Ove Waldner   | 3                |                 |                  |                  |            |  |  |        |        |
|  | Jan-Ove Waldner   | 3                |                 |                  |                  |            |  |  |        |        |
|  | Andrzej Grubba    | 2                |                 |                  |                  |            |  |  |        |        |
|  | Andrzej Grubba    | 2                | Jan-Ove Waldner | 3                |                  |            |  |  |        |        |
|  |                   |                  | Jan-Ove Waldner | 3                |                  |            |  |  |        |        |
|  |                   | Chen Longcan     | 2               |                  |                  |            |  |  |        |        |
|  | Kōji Matsushita   | Chen Longcan     | 2               | ?                |                  |            |  |  |        |        |
|  | Kōji Matsushita   |                  |                 | ?                |                  |            |  |  |        |        |
|  | Chen Longcan      | 3                |                 |                  |                  |            |  |  |        |        |
|  |                   |                  | Jan-Ove Waldner | 3                |                  |            |  |  |        |        |
|  |                   |                  |                 | Ma Wenge         | 2                |            |  |  |        |        |
|  | Ma Wenge          | 3                |                 |                  |                  |            |  |  |        |        |
|  | Jean-Michel Saive | 0                |                 |                  |                  |            |  |  |        |        |
|  | Jean-Michel Saive | 0                | Ma Wenge        | 3                |                  |            |  |  |        |        |
|  |                   |                  | Ma Wenge        | 3                | Spiel um Platz 3 |            |  |  |        |        |
|  |                   | Mikael Appelgren | 2               |                  |                  |            |  |  |        |        |
|  | Kiyoshi Saito     | Mikael Appelgren | 2               | 1                | Chen Longcan     | 2          |  |  |        |        |
|  | Kiyoshi Saito     |                  |                 | 1                | Chen Longcan     | 2          |  |  |        |        |
|  | Mikael Appelgren  | 3                |                 | Mikael Appelgren | 1                |            |  |  |        |        |
|  | Mikael Appelgren  | 3                |                 |                  | 1                |            |  |  |        |        |
|  |                   |                  |                 |                  |                  |            |  |  |        |        |

## Sonstiges
Mit 8 World-Cup-Teilnahmen verbesserte Andrzej Grubba seinen Rekord vom Vorjahr.